# Manya Makoski
Manya Janine Makoski (* 18. April 1984 in Bridgeport, Connecticut) ist eine ehemalige US-amerikanische Fußballspielerin und heutige -trainerin.

## Karriere
Zwischen 2004 und 2008 spielte Makoski für die unterklassigen Teams New Jersey Wildcats, SoccerPlus Connecticut und Pali Blues. Für die Saison 2009 wurde sie vom WPS-Teilnehmer Los Angeles Sol gedraftet. Nach der Auflösung der Sol stand sie beim Ligakonkurrenten Atlanta Beat unter Vertrag, fiel dort jedoch aufgrund einer Kreuzbandverletzung längere Zeit aus.
Im Jahr 2011 spielte Makoski beim isländischen Verein Þór Akureyri, ehe sie Anfang 2012 zum finnischen Vertreter Åland United wechselte. Mit 31 Toren in 25 Ligaspielen wurde sie dort zur Torschützenkönigin der Naisten Liiga.
Im Februar 2013 gab der Sky Blue FC die Verpflichtung Makoskis als sogenannter Free Agent bekannt. Ihr Ligadebüt gab sie am 14. April 2013 gegen Western New York Flash als Einwechselspielerin.
Am 16. Oktober 2013 gab sie ihren Rücktritt vom Leistungssport bekannt. Im August 2014 gab Makoski jedoch ein kurzzeitiges Comeback und nahm mit Åland United an einem Qualifikationsturnier zur Champions League teil, wo man jedoch dem polnischen Vertreter KKPK Medyk Konin den Vortritt lassen musste.

## Erfolge
- 2012: Torschützenkönigin der Naisten Liiga (Åland United)